# ベン・ブレアトン
- ベン・ブレレトン

ベン・ブレアトン（Ben Brereton）こと、ベンジャミン・アンソニー・ブレアトン・ディアス（Benjamin Anthony Brereton Díaz, 1999年4月18日 - ）は、イングランド・ストーク＝オン＝トレント出身のサッカー選手。サウサンプトンFC所属。チリ代表。ポジションはFW。
姓はブレレトンとも表記される。

## 経歴

### クラブ
ノッティンガム・フォレストFCのアカデミーを経て、2016年12月にプロ契約を締結。2017年1月25日のリーズ・ユナイテッドFC戦に途中出場し、トップチームデビューを果たした。2月4日のアストン・ヴィラFC戦で初ゴールをマーク。
2019年1月4日、前年の8月からレンタルで加入していたブラックバーン・ローヴァーズFCに完全移籍。
2021年9月25日、カーディフ・シティ戦で、ハットトリックを達成し、チームも5-1と快勝した。
2023年7月4日、フリーでビジャレアルCFに加入し、4年契約を交わした。しかし、加入後はポジションの確保に苦しみ、2023-24シーズンのリーグ前半戦で14試合に出場したが、その大半は途中出場での出番だった。2024年1月5日、出場機会を得るためにプレミアリーグのシェフィールド・ユナイテッドFCへ同シーズン終了までレンタル移籍することが決定した。

### 代表
ブレアトン自身はイングランドで生まれ育ったが、母親がチリ人のため、チリ代表でプレーする権利も有していた。
ユース年代ではイングランド代表を選択し、UEFA U-19欧州選手権の2017年大会では大会得点王となる3ゴールを挙げ、チームの優勝に貢献した。翌2018年大会にも参加し、1ゴールを挙げた。
2021年5月、コパ・アメリカ2021のチリ代表に選出。6月18日のグループリーグ戦のボリビア戦で代表初ゴールを決め、1-0で勝利した。
2021年10月のワールドカップ南米予選で、パラグアイ相手に先制ゴールを上げ、チリを勝利に導いている。

## タイトル
U-19イングランド代表
- UEFA U-19欧州選手権: 2017

個人
- UEFA U-19欧州選手権得点王: 2017